# Rhombopsammia
Genre
Rhombopsammia est un genre de coraux durs de la famille des Meandrinidae.

## Histoire
Ce genre est découvert par Joan Murrel Owens en 1986.

## Liste d'espèces
Selon World Register of Marine Species (28 février 2019) :
- Rhombopsammia niphada Owens, 1986
- Rhombopsammia squiresi Owens, 1986